# Соціально-економічна поведінка
Соціа́льно-економі́чна поведі́нка — це система взаємопов'язаних дій і вчинків, яка віддзеркалює внутрішнє ставлення працівника до умов, змісту, результатів соціально-економічної діяльності і здійснюється соціальними суб'єктами задля задоволення своїх потреб.